# Matkakloof
De Matkakloof (Baarmoederkloof) bevindt zich ten westen van de Macedonische hoofdstad Skopje. In de kloof ligt het Matkameer, een kunstmatig meer dat veroorzaakt wordt door de Matkadam uit 1937. Dit meer is deel van de rivier de Treska.
De kloof is een belangrijke toeristische attractie en populair onder kajakkers, klimmers en vissers. Iets voorbij het meer is een parcours voor kajakkers aangelegd. In de kloof bevinden zich drie kloosters waarvan de oudste twee uit de 14e eeuw stammen. Ook zijn er tien grotten te vinden waarvan de Vrelogrot de grootste is en waarin zich twee kleine onderaardse meren bevinden.